# Grzegorz Hejncze
Grzegorz Hejncze (zm. 1483) – wrocławski dominikanin i inkwizytor.

## Życiorys
Data jego urodzenia pozostaje nieznana. W 1447 roku kapituła prowincji dominikanów wyznaczyła zakonnika na lektora we Wrocławiu. Później studiował on na Uniwersytecie Cambridge. W 1455 pojawił się w krakowskim Studium Generalnym zakonu dominikanów. Po roku powrócił do Wrocławia gdzie został przeorem miejscowego klasztoru dominikanów. W 1461 powierzono mu funkcję inkwizytora na Śląsku. W 1468 został regensem krakowskiego Studium Generalnego. Ostatnie lata życia spędził we Wrocławiu.

## W kulturze masowej
Jest pierwowzorem stworzonej przez Andrzeja Sapkowskiego postaci papieskiego inkwizytora dla diecezji wrocławskiej, jednego z bohaterów  Trylogii husyckiej, której akcja toczy się w latach 20. i 30. XV wieku. Obecny jest we wszystkich trzech tomach powieści (Narrenturm, Boży bojownicy oraz Lux perpetua).
Występuje tam jako dominikanin, syn świdnickiego kupca, papieski inkwizytor, delegat Stolicy Apostolskiej na diecezję wrocławską. Znajomy Reynevana (głównego bohatera cyklu) z czasów studiów praskich, rywal wrocławskiego biskupa z rodu Piastów - Konrada. Trzeźwo myślący duchowny, który ceni rzeczowe śledztwo i wiarygodne argumenty.